# Thù ghét
Thù ghét (hoặc căm ghét) là một thái cực cảm xúc của sự cực kỳ không thích ai hoặc cái gì đó. Cảm xúc này có thể hướng đến các cá nhân, các nhóm người, các tổ chức, các đối tượng, hành vi, hay ý tưởng nào đó. Lòng căm thù thường được gắn liền với những cảm xúc tức giận, ghê tởm và có khuynh hướng thù địch.

## Nghiên cứu thần kinh
Các liên quan đến thần kinh của cảm xúc thù ghét đã được nghiên cứu với một thủ thuật fMRI. Trong thí nghiệm này, các mẫu nghiên cứu được quét não trong khi xem hình ảnh của những người mà họ thù ghét. Các kết quả cho thấy có hoạt động não tăng lên trong nếp cuộn trán giữa, putamen phải, kết nối song phương trong vỏ premotor, ở vùng chẩm phía trước, và song phương trong vỏ đảo giữa của não.